# Mickael Gaffoor
Mickaël Ziard Alain Gaffoor (Bezons, Francia, 21 de enero de 1987), más conocido futbolísticamente como Gaffoor, es un futbolista francés. Juega como defensa y su equipo es el Unión Molinense C.F de la Tercera Federación.

## Trayectoria
Llegó a España para jugar en la Sangonera Atlético. Después estuvo en los filiales del Real Zaragoza y el R. C. Celta de Vigo. Realizó la pretemporada con el primer equipo de este último en 2011 pero no convenció al entrenador y fue cedido al C. D. Guadalajara para que compitiera en la Segunda División.
Siguió haciendo carrera en España, jugando para el C. D. Numancia, el C. D. Mirandés y el Albacete Balompié. Tras pasar por el fútbol chipriota, el 22 de agosto de 2019 fichó por el F. C. Andorra para ayudar al equipo en su estreno en la Segunda División B.
El 19 de julio de 2021 firmó por el Águilas F. C. en su nueva andadura en la Segunda División RFEF. Al año siguiente se fue al Club Atlético Pulpileño.

## Clubes
| Club                     | País    | Año       |
| ------------------------ | ------- | --------- |
| A. S. Saint-Étienne "II" | Francia | 2005-2006 |
| Rodez A. F.              | Francia | 2006-2007 |
| Sangonera Atlético       | España  | 2007-2008 |
| Real Zaragoza "B"        | España  | 2008-2010 |
| R. C. Celta de Vigo "B"  | España  | 2010-2011 |
| C. D. Guadalajara        | España  | 2011-2013 |
| C. D. Numancia           | España  | 2013-2015 |
| C. D. Mirandés           | España  | 2015-2016 |
| Albacete Balompié        | España  | 2016-2018 |
| A. C. Omonia Nicosia     | Chipre  | 2018-2019 |
| F. C. Andorra            | Andorra | 2019-2021 |
| Águilas F. C.            | España  | 2021-2022 |
| Club Atlético Pulpileño  | España  | 2022-     |